# ۶۰ وال‌استریت
۶۰ وال‌استریت (به انگلیسی: 60 Wall Street) یک آسمان‌خراش ۵۵ طبقه‌ای است که ۲۲۷ متر (۷۴۵ پا) ارتفاع دارد و در منهتن جنوبی در نیویورک در ایالات متحده آمریکا قرار دارد. این ساختمان به عنوان دفتر مرکزی آمریکایی دویچه بانک فعالیت می‌کند.